# Гуменный, Владимир Парфёнович
Владимир Парфёнович Гуменный — советский хозяйственный деятель, полный кавалер ордена Трудовой Славы.

## Биография
Родился в 1940 году. Член КПСС.
Ученик Героя Социалистического Труда Иллариона Прокофьевича Ситникова.
В 1956—2000 годах — помощник машиниста, машинист электровоза депо Киев-Пассажирский Юго-Западной железной дороги.
В девятой пятилетке перевыполнил принятое на себя социалистическое обязательство и сэкономил 134 тысячи кВт-ч электроэнергии.
Указами Президиума Верховного Совета СССР от 21 апреля 1975 года и 2 апреля 1981 года соответственно за досрочное выполнение социалистических обязательств награждён орденами Трудовой Славы III и II степеней.
Указом Президиума Верховного Совета СССР от 3 июля 1986 года награждён орденом Трудовой Славы I степени, став полным кавалером ордена Трудовой Славы.
Делегат XXVII съезда КПСС.
Жил в Киеве.